# El ama de casa escuchando

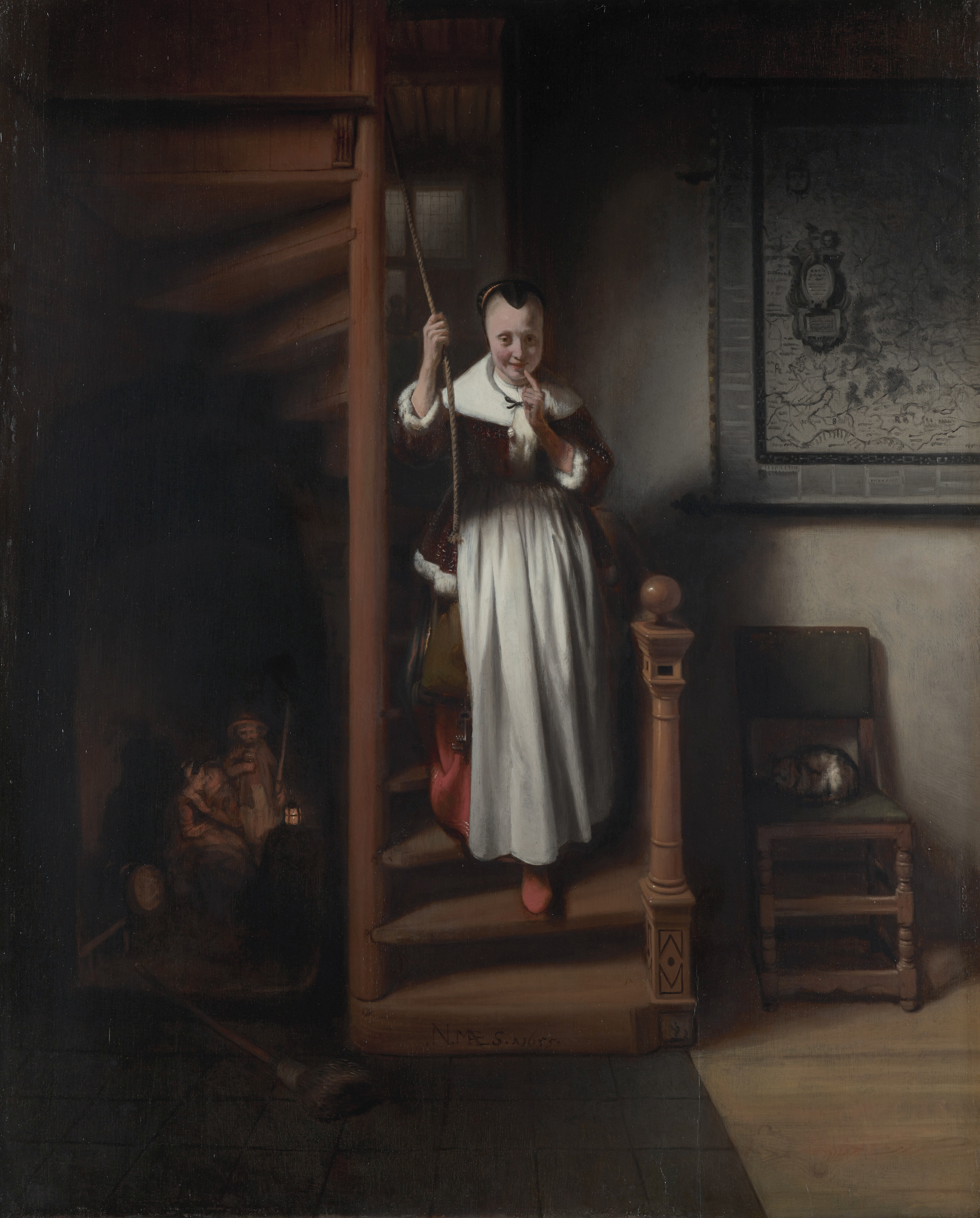
El ama de casa escuchando, 1655.

El ama de casa escuchando es un óleo sobre tabla de 1655 del pintor holandés Nicolaes Maes. Es un ejemplo de pintura de la época dorada holandesa y es parte de la colección de la Colección Real del Reino Unido.
Esta pintura muestra a un ama de casa acomodada espiando a su sirvienta, un tema de interior pintado por Maes en varias ocasiones en la década de 1650. Hay una pareja en la bodega que la mujer espía divertida, y su mirada directamente al espectador pidiendo silencio invita a echar un vistazo con ella.
En la pintura holandesa barroca así como amas de casa y sirvientas presentadas atendiendo a sus deberes domésticos, cosiendo, bordando, cocinando, limpiando, atendiendo a los niños, representaban al mismo tiempo las virtudes femeninas, también se mostraban escenas de lo moralmente reprobable, con estas desatendiendo tales labores, durmiendo, bebiendo o coqueteando.
Esta pintura fue documentada por Hofstede de Groot en 1914, quien escribió: "123. UNA CHICA CON DOS HOMBRES EN UNA BODEGA, CON UNA MUJER JOVEN QUE ESCUCHA. Sm. 7. La mujer baja por una escalera de caracol en el centro. Se agarra a una cuerda con su mano derecha, y apoya el índice de la izquierda en sus labios. Tiene una sonrisa maliciosa mientras escucha a la chica y los dos hombres en la bodega abajo a la izquierda; uno de los hombres acaricia a la chica a la luz de un farol. A la derecha, cerca de la escalera, hay una silla con un gato encima. En la pared de la derecha hay un mapa. Firmado en su totalidad en el escalón más bajo, y datado en 1655 no 1665, como Sm. y Waagen afirman erróneamente; tabla, 29 pulgadas por 23 pulgadas. 
Había una copia a la venta: Brunswig y otros, Colonia, 3 de julio de 1899, Núm. 34 ; otra está en la colección Wesendonck, prestada al Museo de Bonn, 1914 catálogo, Núm. 127.
Grabado en la Galería Le Brun.
Exhibido en la British Institution, Londres, 1822, Núm. 6, 1826, Núm. 138, y en 1827, Núm. 104; en la Exposición de Invierno de la Real Academia, Londres, 1877,
Núm. 71, y 1892, Núm. 85.  
Ventas. Dubois, París, 1782 (852 francos) ; ve C. Blanc, ii. 65. 
Hill, Londres, 1811 (157 libras : 10 chelines, Lord Yarmouth para el Príncipe Regente).
En la colección Real, Palacio de Buckingham, Londres, 1885 catálogo, Núm. 45."